# Козловский, Геннадий Владимирович
Геннадий Владимирович Козловский (1936, Баку—1998, США) — инженер-теплотехник, поэт. Наиболее известен как автор слов песни «Синяя вечность», которую исполнял Муслим Магомаев и которая была признана в августе 2012 года на популярном телешоу «Достояние республики» лучшей из лучших.

## Биография
Геннадий Владимирович Козловский родился в 1936 году в Баку. Закончил бакинскую школу № 160. Окончил Азербайджанский политехнический институт.
С 1971 года жил в Москве. С 1979 по 1990 год — директор Эстрадно-симфонического оркестра Азербайджана. Народный артист СССР Муслим Магомаев в радиоинтервью говорил: 

В Баку живёт и работает молодой инженер Геннадий Козловский. Всё свободное время от основной работы он отдает поэзии. Я читал много его стихов, которые мне по-настоящему нравятся. На одно из стихотворений Геннадия Козловского я написал песню, которая называется «Синяя вечность»
В 1991 году с семьёй эмигрировал в США. В 1998 году скоропостижно скончался. Песни на стихи поэта продолжают выходить и после смерти Геннадия Козловского.

## Семья
Сын Геннадия Козловского Алик женился на дочери Муслима Магомаева от первого брака с Офелией Марине и вместе они переехали в Америку. У них родился сын — Ален.

## Избранные произведения
- «Синяя вечность»
- «Последний аккорд»
- «Принцесса снежная»

## Избраная дискография
- Пластинка Мелодия — Шехерезада / Синяя Вечность / Выходной / А Я Всю Жизнь Искал Тебя [Мелодия — 33ГД—0001249, Мелодия — 33ГД—0001255] (1968)[5]
- Муслим Магомаев — Синяя Вечность (1968)[6]
- Шехерезада / Синяя Вечность / Выходной / А Я Всю Жизнь Искал Тебя [Мелодия — Д-0001249, Мелодия — Д-0001255] (1968)[7]
- Шехерезада / Синяя Вечность / Выходной / А Я Всю Жизнь Искал Тебя [Мелодия — 33ГД—0001249, Мелодия — 33ГД—0001255] (1968)[8]
- М. Магомаев — Лайла / Синяя Вечность [Завод Бытовых Приборов г. Житомир — 47717, Завод Бытовых Приборов г. Житомир — 47718] (1968)[9]
- Муслим Магомаев — Лайла / Синяя Вечность [Мелодия — 47717, Мелодия — 47718] (1969)[10]
- Непонятная Любовь / Человек Из Мечты / Шахерезада / Синяя Вечность [Мелодия — ГД-0001247-1249] (1968)[11]
- A Concert Of Songs [шесть разных изданий] (1969)[12]
- Муслим Магомаев — Поёт Муслим Магомаев [четыре разных изданий] (1970, 1972)[13]
- Муслим Магомаев — Муслим Магомаев II [семь разных изданий] (1970)[14]
- Муслим Магомаев — Королева [шесть разных изданий] (1971)[15]
- Muslim Magomajew — Die Petersburger Straße Entlang (1973)[16]
- Muslim Magomajew — Granada [два разных изданий] (1975)[17]
- Муслим Магомаев — Мир Дому Твоему [семь разных изданий] (1979)[18]
- Муслим Магомаев — Благодарю Тебя (1995)[19]
- Муслим Магомаев — Антология Советского Шлягера (2000)[20]
- EMIN — На Краю (2013)[21]
- EMIN — Love Is A Deadly Game (2016)[22]